# Tigil (rivier)
De Tigil (Russisch: Тигиль) is een rivier in de Russische kraj Kamtsjatka. De rivier ontspringt in het Centraal Gebergte van Kamtsjatka en stroomt naar het westen, waar ze via een estuarium uitmondt in de Sjelichovbaai van de Zee van Ochotsk. In de bovenloop wordt de rivier Bolsjoj Tigil ("Grote Tigil") genoemd. De rivier wordt voornamelijk gevoed door grondwater. Het gemiddelde debiet op 50 kilometer van de monding bedraagt ongeveer 200 m³/sec. De rivier is gewoonlijk bevroren van ongeveer eind oktober/begin november tot mei. In de rivier schieten zalmen kuit. Aan de rivier ligt de gelijknamige plaats Tigil.